# Guagnano
Guagnano är en ort och kommun i provinsen Lecce i regionen Apulien i Italien. Kommunen hade 5 681 invånare (2017).